# Eigen (Bottrop)
Eigen (Platt: Egen) ist einer von 17 Stadtteilen der kreisfreien Stadt Bottrop. Der Name Eigen wurde erstmals im Jahre 1410 erwähnt, umgangssprachlich „up dem Eigen“, für die Bauerschaft Schlangenholt. Von 1897 bis 1967 wurde auf der Zeche Rheinbaben Steinkohle gefördert.

## Einwohner
15.798 Menschen (Stand 2020) wohnen auf einer Fläche von zwölf Quadratkilometern.

## Lage
Innerhalb Bottrops grenzt der Eigen an die Stadtteile Fuhlenbrock, Stadtmitte, Batenbrock, Boy und Grafenwald. Zudem gibt es eine Grenze zum Gladbecker Stadtteil Ellinghorst. Große Teile des Köllnischen Walds befinden sich auf Eigener Gebiet. Der Stadtteil setzt sich aus dem westlichen Teil Stadtwald – auch als „Kalter Eigen“ bezeichnet – und dem östlichen Teil („Warmer Eigen“) zusammen.

## Infrastruktur und Bauwerke

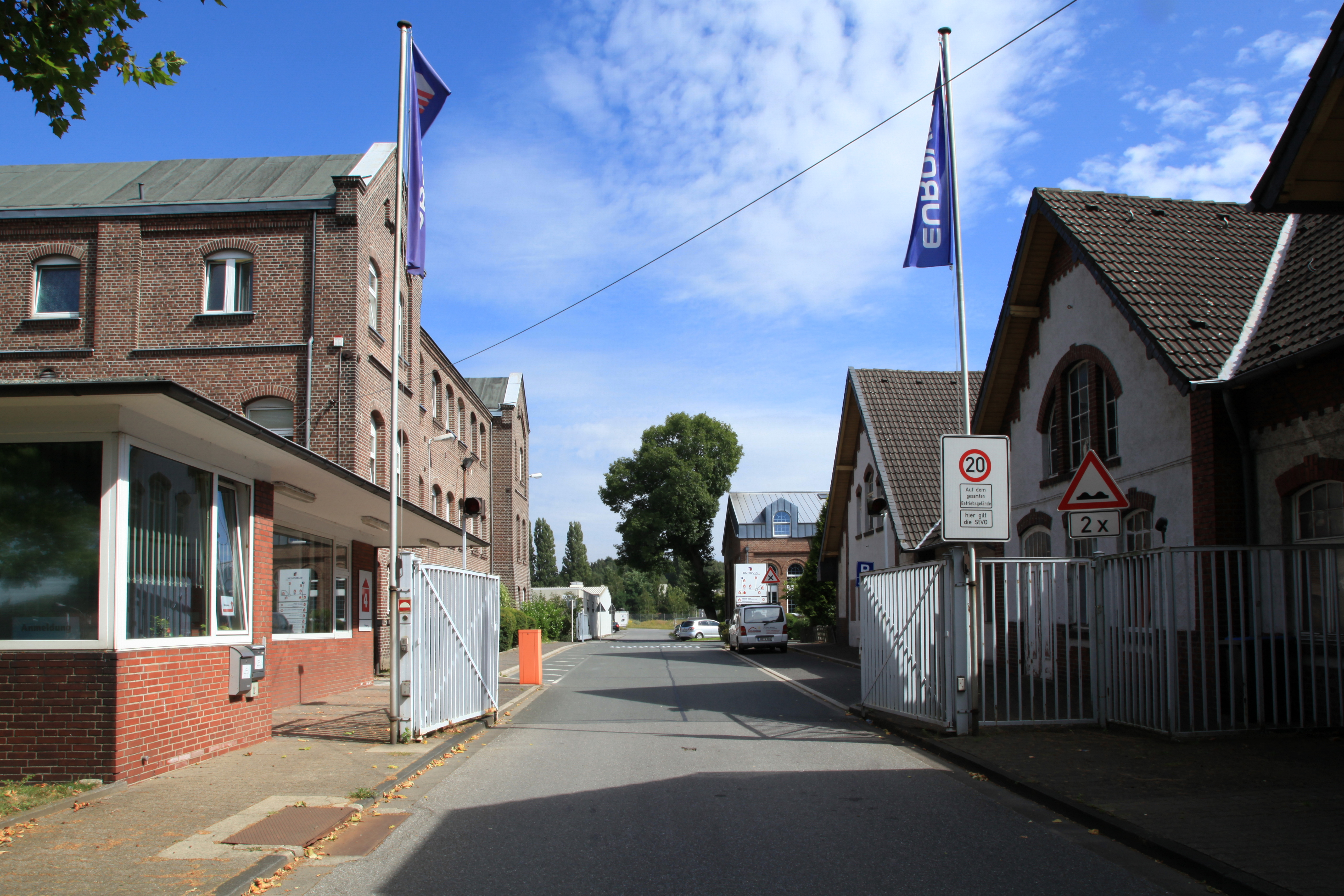
Verbliebene Gebäude der Zeche Rheinbaben

1941 entstand am Eigener Markt einer von insgesamt vier Bottroper Hochbunkern. Der benachbarte Marktplatz wurde 2007 nach Umbaumaßnahmen und der Hochbunker 2010 im Rahmen der Europäischen Kulturhauptstadt Ruhr.2010 als Galerie Eigener Markt neu eröffnet.
Der Stadtteil ist über die Autobahnen A 2 und A 31 an das Autobahnnetz angebunden.
Den Straßenpersonennahverkehr bedienen vor allem Busse der Vestischen Straßenbahnen GmbH, die im Stadtteil ein Busdepot betreiben.
| Linie | Verlauf | Takt (Mo–Fr)                                                  | Betreiber         |
| ----- | --- | ------------------------------------------------------------- | ----------------- |
| SB91  | Bero-Zentrum – Oberhausen Hbf – Neue Mitte Oberhausen – OB-Osterfeld Süd Bf – Bottrop ZOB Berliner Platz – Bottrop-Eigen Markt – Gladbeck-Ellinghorst – Gladbeck Goetheplatz – Gladbeck-Ost Bf – Gelsenkirchen-Buer, Königswiese – Gelsenkirchen-Buer Rathaus Linie verkehrt zwischen OLGA-Park und Oberhausen Hbf über die ÖPNV-Trasse Oberhausen | 20 min                                                        | Vestische / STOAG |
| TB256 | Taxibus: Gladbeck West Bf – Rentfort – (Ellinghorst Kaufpark – Bottrop-Eigen) / Bottrop-Grafenwald | 30 min (Gladbeck–Rentfort) 60 min (Rentfort–Eigen/Grafenwald) | Vestische         |
| 259   | Bottrop ZOB Berliner Platz – Bottrop-Eigen – Ellinghorst – Gladbeck Goetheplatz – Gladbeck Oberhof – Butendorf – Brauck – Rosenhügel – Gelsenkirchen-Horst, Buerer Str. | 20 min                                                        | Vestische         |
| 261   | Bottrop-Ebel – Bottrop Hbf – Batenbrock – Bottrop ZOB Berliner Platz – Fuhlenbrock – Stadtwald – Nordfriedhof – Eigen Markt | 20 min                                                        | Vestische         |
| 262   | Bottrop-Eigen Markt – Ostfriedhof – Boverheide – Batenbrock – Bottrop Hbf – Südring – Bottrop ZOB Berliner Platz | 20 min                                                        | Vestische         |
| 264   | Bottrop-Eigen Börenstraße – Eigen Markt – Boverheide – Batenbrock – Bottrop ZOB Berliner Platz | 20 min                                                        | Vestische         |
| NE2   | Bottrop ZOB Berliner Platz – Bottrop-Eigen – Ellinghorst – Gladbeck Goetheplatz – Gladbeck Ost Bf – Gelsenkirchen-Scholven – Bülse – Gelsenkirchen-Buer Rathaus – Gelsenkirchen-Resse – Herten Rathaus (Herten , 300 m) – Herten Mitte (Herten , 500 m) – Disteln Josefstr. – Hochlar – Westviertel Moltkestr. – Paulusviertel Paulusstr. – Viehtor – Recklinghausen Hbf NachtExpress: In den Nächten von Freitag auf Samstag, Samstag auf Sonntag und vor Feiertagen | 60 min                                                        | Vestische         |

Neben der katholischen denkmalgeschützten Liebfrauenkirche (erbaut 1909–1914) und der Filialkirche St. Pius (geweiht 1960) befindet sich im Stadtteil auch die evangelische Gnadenkirche. Die ehemalige katholische Pfarrkirche St. Paul wurde 2010 aufgegeben und abgerissen.

## Sport
1924 wurde das Freibad Stenkhoff-Bad neben der Autobahn A2 an der Stenkhoffstraße eröffnet. Im Eigen sind zahlreiche Sportvereine ansässig, zum Beispiel die beiden Fußballvereine SV Fortuna Bottrop (Bezirksliga) und SV 1911 Bottrop (Kreisliga B) sowie die zwei Tennisvereine (TC Eigen-Stadtwald und TC Blau-Gelb Eigen). Außerdem befindet sich auch die Anlage des Bogensport-Club Bottrop im Eigen.

## Unternehmen
- Brabus
- Eurovia Teerbau